# Dalovice (železniční zastávka)
Dalovice byla železniční zastávka a nákladiště vzdálené 2,5 km od obce Dalovice v okrese Mladá Boleslav. Ležela v km 10,574 jednokolejné místní dráhy ze Skalska do Staré Paky v úseku Skalsko – Mladá Boleslav (v jízdním řádu označovanou číslem 076).

## Historie
Listina o koncesi ze dne 19. února 1904 byla vydána ke stavbě a provozování lokomotivní železnice, která budiž zřízena jako místní dráha o rozchodu pravidelném, ze stanice  Sudoměř–Skalsko přes Mladou Boleslav a Dolní Bousov do Staré Paky. Koncesi obdržela společnost  Místní dráha Sudoměř-Skalsko – Stará Paka (Lokalbahn Sudoměř-Skalsko – Alt Paka). Úsek dráhy ze Skalska do Dolního Bousova postavila firma Kress a Berdnard z Prahy. Dne 26. listopadu 1905 byla zastávka a nákladiště pod názvem Dalowitz uvedena do provozu s dílčím úsekem dráhy ze Skalska do Sobotky. Dne 25. ledna 1911 byla zastávka a nákladiště zrušena.

## Popis
Zastávka a nákladiště Dalovice byla situována na 300 m dlouhém rovném úseku mezi zastávkou Bukovno a stanicí Mladá Boleslav. Ležela v blízkosti dnešního (2024) železničního přejezdu P3059, který křižuje polní cesta.
Ve stanici byly dvě koleje. U dopravní bylo vybudováno sypané nástupiště o délce 100 m. U manipulační koleje o délce 85 m bylo postaveno dlážděné nákladiště.